# Ронко (Милано)
Ронко је насеље у Италији у округу Милано, региону Ломбардија.
Према процени из 2011. у насељу је живело 1115 становника. Насеље се налази на надморској висини од 136 м.